# Список правителей Фландрии

Герб графов Фландрских

Графство Фландрия возникло в 862 году, когда король западных франков Карл II Лысый передал область к западу от Шельды своему зятю Балдуину Железной Руке, который стал первым маркграфом Фландрии. Его потомки из различных династий правили Фландрией до Великой французской революции. Правители с XII века носили титул графа Фландрии. Первоначально они являлись вассалами королей Франции, пока в 1526 году Франциск I не уступил сюзеренитет над Фландрией императору Священной Римской империи.
В 1405 году Фландрия вошла в состав Бургундских Нидерландов и вместе с ними в 1482 году была унаследована Габсбургами. Под властью последних страна оставалась до 1790 года.
В период Великой французской революции Фландрия была аннексирована Францией, а с 1815 по 1830 годы находилась в составе королевства Нидерландов. C 1831 года Фландрия входит в состав Бельгии, а титул графа Фландрского носят младшие дети бельгийских королей.

## Фландрский дом (Бодуэниды)
- 864—879: Бодуэн (Балдуин) I Железная Рука (ум. 879), граф Арраса с 862 г.;
- 879—918: Бодуэн (Балдуин) II Лысый (ок. 863—918), сын предыдущего;
- 918—964: Арнульф I Старший (ок. 888—964), сын предыдущего;
- 958—962: Бодуэн (Балдуин) III Юный (ок. 940—961), сын предыдущего;
- 965—988: Арнульф II Младший (ок. 961—988), сын предыдущего;
- 988—1035: Бодуэн (Балдуин) IV Бородатый (ок. 980—1035), сын предыдущего;
- 1035—1067: Бодуэн (Балдуин) V Благочестивый (ок. 1012—1067), сын предыдущего;
- 1067—1070: Бодуэн (Балдуин) VI де Монс (ок. 1030—1070), граф Эно с 1051 г., сын предыдущего;
- 1070—1071: Арнульф III Неудачливый (ок. 1055—1071), сын предыдущего;
- 1071—1093: Роберт I Фризский (ок. 1031—1093), регент графства Голландия в 1063, сын Балдуина V;
- 1093—1111: Роберт II Иерусалимский (ок. 1065—1111), сын предыдущего;
- 1111—1119: Бодуэн (Балдуин) VII Секира (ок. 1093—1119), сын предыдущего.

## Династия Эстридсенов
- 1119—1127: Карл I Добрый (ок. 1083—1127), внук Роберта I, сын Кнуда IV, короля Дании.

## Нормандская династия
- 1127—1128: Вильгельм Клитон (1101—1128), правнук Балдуина V, сын Роберта Куртгёза, герцога Нормандии.

## Лотарингский дом

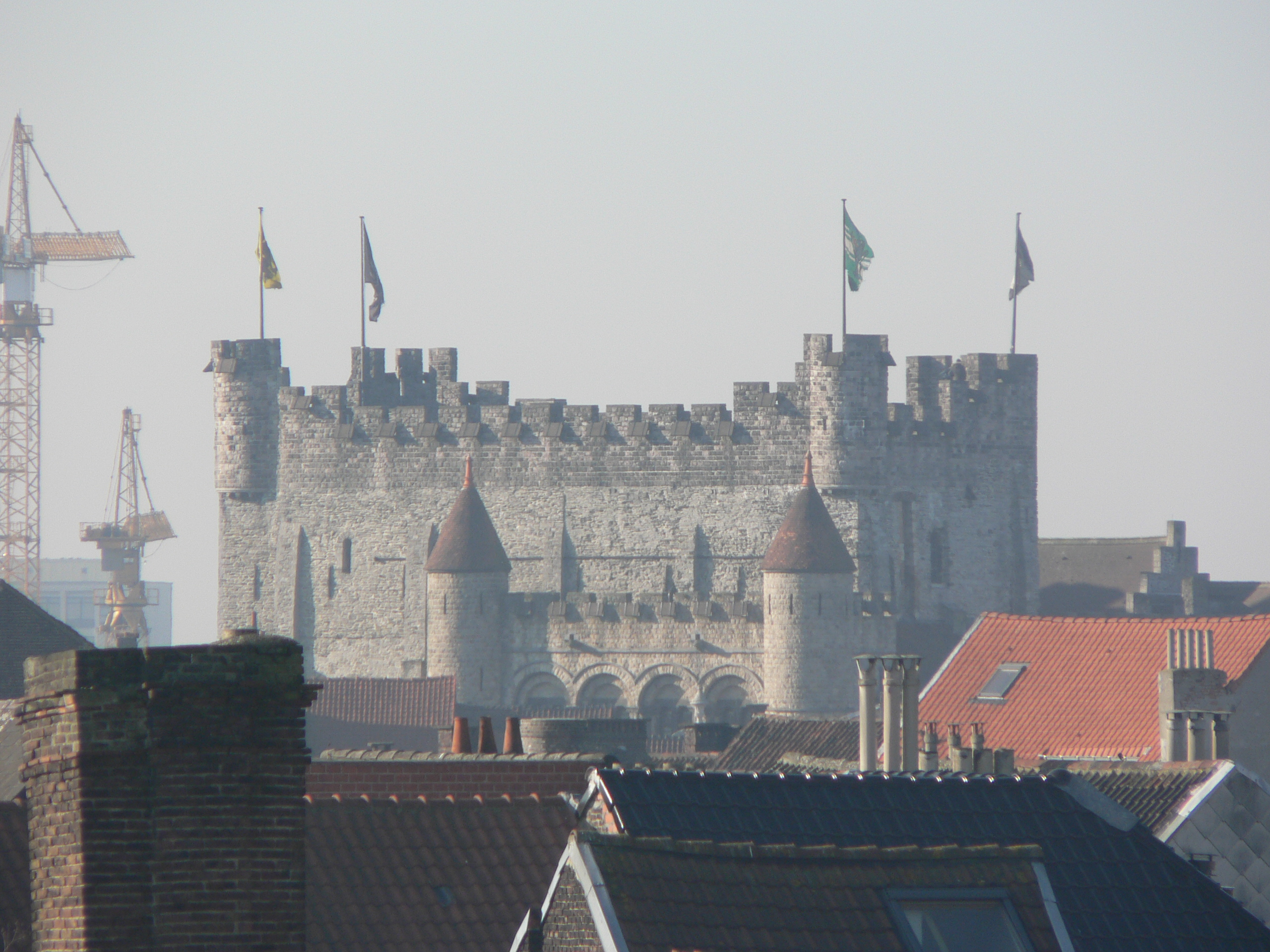
Замок графов Фландрии

- 1128—1168: Тьери Эльзасский (ок. 1100—1168), внук Роберта I, сын Тьери II, герцога Лотарингии;
- 1168—1191: Филипп I Эльзасский (ок. 1143—1191), сын предыдущего;
- 1191—1194: Маргарита I Эльзасская (1145—1194), сестра предыдущего;
  - 1191—1194: Бодуэн (Балдуин) VIII (1150—1195), граф Эно (Бодуэн V) с 1171, маркграф Намюра (Бодуэн I) с 1187, супруг предыдущей.

## Фландрский дом, линия Эно
- 1194—1205: Бодуэн (Балдуин) IX (1171—1205), граф Эно (Бодуэн VI) c 1195, император Латинской империи (Балдуин I) c 1204, сын предыдущих;
- 1205—1244: Жанна I (1200—1244), графиня Эно, дочь предыдущего;
  - 1211—1233: Ферран Португальский (1188—1233), первый муж Жанны I, сын Саншу I, короля Португалии;
  - 1237—1244: Томас II Савойский (1199—1259), сеньор Пьемонта, второй муж Жанны I, сын Томаса I, графа Савойи;
- 1244—1280: Маргарита II (ок. 1202—1280), графиня Эно, дочь Балдуина IX.

## Дом Дампьер
- 1246—1251: Вильгельм II (1224—1251), сын Маргариты II и Гийома II де Дампьера;
- 1278—1305: Ги де Дампьер (1225—1305), маркграф Намюра (с 1264), брат предыдущего;
- 1305—1322: Роберт III Бетюнский (ок. 1247—1322), граф Неверский (1272—1280), сын предыдущего;
- 1322—1346: Людовик I Неверский (ок. 1304—1346), граф Неверский (с 1322), граф де Ретель (c 1328), внук предыдущего;
- 1346—1384: Людовик II Мальский (1330—1384), граф Неверский и граф де Ретель, пфальцграф Бургундии и граф Артуа (c 1382), сын предыдущего;
- 1384—1405: Маргарита III Фландрская (1350—1405), графиня Неверская (1384), графиня де Ретель (1384—1402), пфальцграфиня Бургундии и графиня Артуа, дочь предыдущего.

## ДинастияВалуа, Бургундский дом
- 1384—1404: Филипп II Храбрый (1342—1404), герцог Бургундии (с 1363), муж предыдущей, сын Иоанна II, короля Франции;
- 1405—1419: Жан Бесстрашный (1371—1419), герцог Бургундии (с 1404), граф Бургундии и Артуа (с 1405), граф Неверский (1384—1404), сын предыдущих;
- 1419—1467: Филипп III Добрый (1396—1467), герцог Бургундии, граф Бургундии и Артуа (с 1419), маркграф Намюра (с 1429), герцог Брабанта и Лимбурга (с 1430), граф Геннегау, Голландии и Зеландии (с 1432), герцог Люксембурга (с 1443), сын предыдущего;
- 1467—1477: Карл Смелый (1433—1477), герцог Бургундии, Брабанта, Лимбурга, Люксембурга, граф Бургундии, Артуа, Геннегау, Голландии, Зеландии, маркграф Намюра (с 1467), герцог Гелдерна (c 1473), сын предыдущего;
- 1477—1482: Мария Бургундская (1457—1482), герцогиня Бургундии, Брабанта, Лимбурга, Люксембурга, Гелдерна, графиня Бургундии, Артуа, Геннегау, Голландии, Зеландии, маркграфиня Намюра, дочь предыдущего;
  - 1477—1482: Максимилиан I (1459—1519), император Священной Римской империи (1486—1519), эрцгерцог Австрии, герцог Штирии, Каринтии и Крайны (1493—1519), муж предыдущей.

## Династия Габсбургов
- 1482—1506: Филипп IV Красивый (1478—1506), король Кастилии (c 1504), герцог Бургундии и пр., сын предыдущих;
- 1506—1555: Карл (1500—1558), император Священной Римской империи (1519—1556), король Испании (1516—1556), эрцгерцог Австрии, герцог Штирии, Каринтии и Крайны, граф Тироля (1519—1521), герцог Бургундии и пр., сын предыдущего;
- 1555—1598: Филипп V (1527—1598), король Испании (с 1556), король Португалии, герцог Бургундии и пр., сын предыдущего;
- 1598—1621: Изабелла Клара Евгения (1566—1633), герцогиня Брабанта, Лимбурга, Гелдерна и Люксембурга, графиня Бургундии, Артуа, Геннегау, маркграфиня Намюра, дочь предыдущего;
  - 1598—1621: Альбрехт VII Австрийский (1559—1621), муж предыдущей;
- 1621—1665: Филипп VI (1605—1598), король Испании, герцог Брабанта и пр. (с 1621), король Португалии (1621—1640), внук Филиппа II;
- 1665—1700: Карл IV (1661—1700), король Испании, герцог Брабанта и пр., сын предыдущего.

## Династия Бурбонов
- 1700—1713: Филипп V Анжуйский (1683—1746), король Испании, король Неаполя и Сицилии, герцог Брабанта и пр., правнук Филиппа IV.
- 1713: передача Фландрии австрийской ветви Габсбургов по Утрехтскому договору.

## Династия Габсбургов
- 1713—1740: Карл VI (1685—1740), император Священной Римской империи, король Венгрии и Чехии, эрцгерцог Австрии, герцог Брабанта и пр., правнук Филиппа III;
- 1740—1780: Мария Терезия (1717—1780), королева Венгрии и Чехии, эрцгерцогиня Австрии, герцогиня Брабанта и пр., дочь предыдущего;
  - 1741—1765: Франц I Стефан (1708—1765), император Священной Римской империи, великий герцог Тосканы, муж предыдущей;
- 1780—1790: Иосиф II (1741—1790), император Священной Римской империи, король Венгрии и Чехии, эрцгерцог Австрии, герцог Брабанта и пр., сын предыдущих.
- 1792—1793: Франц II (1768—1835), император Священной Римской империи

- 1795: Фландрия аннексирована Францией;
- 1815: Фландрия вошла в состав королевства Нидерланды;
- 1831: Фландрия вошла в состав королевства Бельгия.

## Графы Фландрские в современную эпоху

### Саксен-Кобург-Готская династия
- 1840—1905: Филипп Бельгийский (1837—1905), принц Бельгии, сын Леопольда I, короля Бельгии;
- 1905—1909: Альберт I (1875—1934), король Бельгии (с 1909), сын предыдущего;
- 1910—1983: Шарль Бельгийский (1903—1983), принц Бельгии, регент Бельгии (1944—1950), сын предыдущего.